# Argidia calus
Argidia calus är en fjärilsart som beskrevs av Achille Guenée 1852. Argidia calus ingår i släktet Argidia och familjen nattflyn. Inga underarter finns listade i Catalogue of Life.